# L'Autre (film, 1939)
Pour les articles homonymes, voir L'Autre.
Pour plus de détails, voir Fiche technique et Distribution.
L'Autre (In Name Only) est un film américain en noir et blanc réalisé par John Cromwell, sorti en 1939.

## Synopsis
Alec Walker vit un mariage sans amour avec Maida, jusqu'à ce qu'il rencontre la veuve Julie Eden et en tombe amoureux. Demandant le divorce à sa femme, cette dernière refuse car elle ne l'a épousé uniquement que pour sa position sociale et sa richesse. Habile menteuse, elle convainc sans peine les parents d'Alec que Julie est prête à détruire leur mariage.
Ne voyant aucun avenir avec lui,  Julie rompt par dépit avec Alec et la veille de Noël, celui-ci désemparé se saoule puis s'endort devant une fenêtre ouverte avant de tomber gravement malade. À l'hôpital, le Dr Muller dit au père de Julie et à Alec que le patient va probablement guérir s'il a la volonté de vivre. Julie ment alors à Alec en lui disant que Maida le laissera partir.
Lorsque Maida se présente et essaie de voir Alec, Julie la bloque. Sans personne d'autre dans la pièce, Maida admet librement qu'elle a abandonné l'homme qu'elle aimait vraiment pour la position d'Alec et la richesse de son père. Cependant, les parents d'Alec entrent derrière elle et entendent son aveu de sang-froid. Avec le complot de Maida exposé, le chemin vers le bonheur d'Alec et Julie est maintenant clair.

## Fiche technique
- Titre français : L'Autre
- Titre original : In Name Only
- Réalisation : John Cromwell
- Scénario : Richard M. Sherman, d'après le roman Memory of Love de Bessie Breuer (en) (1935)
- Musique : Roy Webb
- Direction artistique : Van Nest Polglase
- Costumes : Edward Stevenson et Irene
- Photographie : J. Roy Hunt
- Montage : William Hamilton
- Producteur : George Haight
- Société de production : RKO
- Pays de production :  États-Unis
- Langue originale : anglais américain
- Format : noir et blanc — 35 mm — 1,37:1 — son : mono (RCA Victor System)
- Genre : drame romantique
- Durée : 94 minutes
- Dates de sortie : 
  - États-Unis : 18 août 1939
  - France : 1er février 1940

## Distribution
- Carole Lombard (VF : Colette Broïdo) : Julie Eden
- Cary Grant (VF : Abel Molisnier) : Alec Walker
- Kay Francis (VF : Lucienne Givry) : Maida Walker
- Charles Coburn (VF : Jean Brochard) : Richard Walker
- Helen Vinson (VF : Lita Recio) : Mme Suzanne Ducross
- Katharine Alexander (VF : Héléna Manson) : Mme Laura Morton
- Jonathan Hale (VF : René Montis) : Dr. Ned Gateson
- Nella Walker (VF : Gabrielle Roanne) : Mme Grace Walker
- Alan Baxter : Charley
- Maurice Moscovitch (VF : Raymond Rognoni) : Dr. Muller
- Peggy Ann Garner (VF : Colette Borelli) : Ellen Eden
- Spencer Charters : Fred

Acteurs non crédités
- Charles Coleman : Archie Duross
- Mary MacLaren : une infirmière
- Frank Puglia : le patron du Tony's Cafe